# (10054) Solomin
(10054) Solomin es un asteroide que forma parte del cinturón de asteroides y fue descubierto el 17 de septiembre de 1987 por Liudmila Ivánovna Chernyj desde el Observatorio Astrofísico de Crimea, en Naúchni.

## Designación y nombre
Solomin se designó al principio como 1987 SQ17.
Más adelante, en 2001, fue nombrado en honor del actor ruso Yuri Solomin.

## Características orbitales
Solomin orbita a una distancia media del Sol de 2,258 ua, pudiendo acercarse hasta 1,795 ua y alejarse hasta 2,72 ua. Tiene una inclinación orbital de 5,406 grados y una excentricidad de 0,2049. Emplea 1239 días en completar una órbita alrededor del Sol. El movimiento de Solomin sobre el fondo estelar es de 0,2906 grados por día.

## Características físicas
La magnitud absoluta de Solomin es 14.